# Pseudeutropius
Pseudeutropius es un género de peces actinopeterigios de agua dulce, distribuidos por ríos y lagos del sur de Asia.

## Especies
Existen cuatro especies reconocidas en este género:
- Pseudeutropius brachypopterus (Bleeker, 1858)
- Pseudeutropius indigens Ng y Vidthayanon, 2011
- Pseudeutropius mitchelli Günther, 1864
- Pseudeutropius moolenburghae Weber y de Beaufort, 1913